# Rising Sun (Indiana)
Rising Sun es una ciudad ubicada en el condado de Ohio en el estado estadounidense de Indiana. En el Censo de 2010 tenía una población de 2304 habitantes y una densidad poblacional de 567,33 personas por km².

## Geografía
Rising Sun se encuentra ubicada en las coordenadas 38°57′14″N 84°51′12″O / 38.95389, -84.85333. Según la Oficina del Censo de los Estados Unidos, Rising Sun tiene una superficie total de 4,06 km², de la cual 3,75 km² corresponden a tierra firme y (7,59 %) 0,31 km² es agua.

## Demografía
Según el censo de 2010, había 2304 personas residiendo en Rising Sun. La densidad de población era de 567,33 hab./km². De los 2304 habitantes, Rising Sun estaba compuesto por el 97,79 % blancos, el 0,69 % eran afroamericanos, el 0,09 % eran amerindios, el 0,43 % eran asiáticos, el 0 % eran isleños del Pacífico, el 0,43 % eran de otras razas y el 0,56 % pertenecían a dos o más razas. Del total de la población el 1,82 % eran hispanos o latinos de cualquier raza.